# مزارپیراحمدخوافی
مزارپیراحمدخوافی مربوط به اواخر دوره قاجار است و در خواف، خیابان پیراحمد، روبروی حوزه علمیه، احناف خواف واقع شده و این اثر در تاریخ ۲۲ مرداد ۱۳۸۴ با شمارهٔ ثبت ۱۳۲۰۴ به‌عنوان یکی از آثار ملی ایران به ثبت رسیده است.